# وزنه‌برداری در المپیک تابستانی ۱۹۶۸

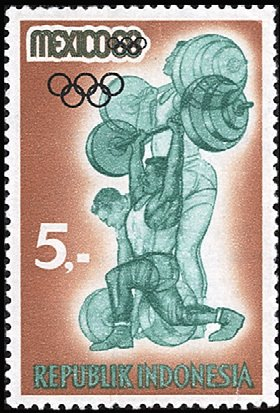
وزنه برداری المپیک تابستانی سال ۱۹۶۸

رقابت‌های وزنه‌برداری در بازی‌های المپیک تابستانی ۱۹۶۸ از ۱۷ تا ۲۱ اکتبر ۱۹۶۸ در مکزیکو سیتی، مکزیک و در هفت کلاس وزنی، همگی فقط برای مردان برگزار گردید. این دوره همچنین به عنوان قهرمانی وزنه‌برداری جهان ۱۹۶۸ که چهل و دومین دوره از رقابت‌های قهرمانی جهان است نیز شناخته می‌شود.
اتحاد جماهیر شوروی با کسب سه نشان طلا در صدر جدول مدال‌ها قرار گرفت. ایران، ژاپن، لهستان و فنلاند نیز هرکدام یک نشان طلا به دست آوردند.

## خلاصه مدال‌ها
| رویداد                 | طلا                             | طلا      | نقره                          | نقره     | برنز                           | برنز     |
| خروس‌وزن (۵۶ ک‌گ)        | محمد نصیری · ایران              | ۳۶۷٫۵ ک‌گ | ایمره فولدی · مجارستان        | ۳۶۷٫۵ ک‌گ | هنریک تروبیکی · لهستان         | ۳۵۷٫۵ ک‌گ |
| پر وزن (۶۰ ک‌گ)         | یوشینوبو میاکه · ژاپن           | ۳۹۲٫۵ ک‌گ | دیو شانیدزه · اتحاد شوروی     | ۳۸۷٫۵ ک‌گ | یوشییوکی میاکه · ژاپن          | ۳۸۵٫۰ ک‌گ |
| سبک‌وزن (۶۷٫۵ ک‌گ)       | والدمار باشانوفسکی · لهستان     | ۴۳۷٫۵ ک‌گ | پرویز جلایر · ایران           | ۴۲۲٫۵ ک‌گ | ماریان زیلینسکی · لهستان       | ۴۲۰٫۰ ک‌گ |
| میان‌وزن (۷۵ ک‌گ)        | ویکتور کورنتسوف · اتحاد شوروی   | ۴۷۵٫۰ ک‌گ | Masushi Ouchi · ژاپن          | ۴۵۵٫۰ ک‌گ | کارولی باکوش · مجارستان        | ۴۴۰٫۰ ک‌گ |
| سبک سنگین‌وزن (۸۲٫۵ ک‌گ) | بوریس سلیتسکی · اتحاد شوروی     | ۴۸۵٫۰ ک‌گ | ولادیمیر بلیائف · اتحاد شوروی | ۴۸۵٫۰ ک‌گ | نوربرت اوزیمک · لهستان         | ۴۷۲٫۵ ک‌گ |
| میان سنگین‌وزن (۹۰ ک‌گ)  | کارلو کانگاسنیمی · فنلاند       | ۵۱۷٫۵ ک‌گ | یان تالتس · اتحاد شوروی       | ۵۰۷٫۵ ک‌گ | مارک گوواب · لهستان            | ۴۹۵٫۰ ک‌گ |
| سنگین‌وزن (۹۰+ ک‌گ)      | لئونید ژابوتینسکی · اتحاد شوروی | ۵۷۲٫۵ ک‌گ | سرژ ردینگ · بلژیک             | ۵۵۵٫۰ ک‌گ | جوزف دوب · ایالات متحده آمریکا | ۵۵۵٫۰ ک‌گ |

## جدول مدال‌ها
| رتبه           | کشور                      | طلا | نقره | برنز | مجموع |
| -------------- | ------------------------- | --- | ---- | ---- | ----- |
| ۱              | اتحاد شوروی (URS)         | ۳   | ۳    | ۰    | ۶     |
| ۲              | ژاپن (JPN)                | ۱   | ۱    | ۱    | ۳     |
| ۳              | ایران (IRI)               | ۱   | ۱    | ۰    | ۲     |
| ۴              | لهستان (POL)              | ۱   | ۰    | ۴    | ۵     |
| ۵              | فنلاند (FIN)              | ۱   | ۰    | ۰    | ۱     |
| ۶              | مجارستان (HUN)            | ۰   | ۱    | ۱    | ۲     |
| ۷              | بلژیک (BEL)               | ۰   | ۱    | ۰    | ۱     |
| ۸              | ایالات متحده آمریکا (USA) | ۰   | ۰    | ۱    | ۱     |
| مجموع (۸ کشور) | مجموع (۸ کشور)            | ۷   | ۷    | ۷    | ۲۱    |